# Doug Sanders
Pour les articles homonymes, voir Sanders.
George Douglas Sanders dit Doug Sanders, né le 24 juillet 1933 à Cedartown et mort le 12 avril 2020 à Houston, est un golfeur américain.

## Biographie
Doug Sanders compte 20 titres sur le circuit professionnel dont l'Open du Canada en 1956. Il termine deuxième dans quatre tournois majeurs, l'Open britannique en 1966 et 1970, ainsi que le Championnat de la PGA en 1959 et 1970. 